# Noises Off! – Der nackte Wahnsinn
Noises Off! – Der nackte Wahnsinn, auch bekannt als Der Spaß beginnt, ist eine amerikanische Filmkomödie von Peter Bogdanovich aus dem Jahre 1992. Das Drehbuch von Marty Kaplan basiert auf dem gleichnamigen Theaterstück von Michael Frayn aus dem Jahre 1982. Es war der letzte Film von Denholm Elliott, welcher im selben Jahr verstarb.

## Handlung
In dem Film geht es um eine Farce namens Nothing On, eine bühnenwirksame Schachtelgeschichte, in der sich laufend Türen öffnen und schließen und das Personal auf der Bühne in schneller Folge erscheint und wieder verschwindet. Diese Produktion eines englischen Provinztheaters soll an den Broadway gebracht werden. Eine zweitklassige Theatertruppe aus Des Moines, Iowa ist bereit, das Stück unter Regie von Lloyd Fellowes aufzuführen. Unter den beteiligten Schauspielern befinden sich der ehemalige Star Dotty Otley, Garry Lejeune, ein zerstreuter Schwachkopf, der Herzensbrecher Frederick Dallas, die kurzsichtige Hauptdarstellerin Brooke Ashton, die zweite Hauptdarstellerin Belinda Blair und der immer betrunkene Selsdon Mowbray. Im Team hinter den Kulissen arbeiten Tim Allgood und Poppy Taylor.
Der Film startet mit der letzten Generalprobe, in der laufend die Einsätze verpasst, Texte vergessen und Requisiten falsch verwendet werden. Lloyd versucht durch gutes Zureden, durch Bitten und mit Gebrüll die Schauspieler dazu zu bewegen, jene Fehler während der Premiere zu vermeiden. Weiter verkompliziert werden die Dinge durch persönliche Probleme, die persönlichen Animositäten, die Eifersüchteleien und die kleinlichen Streiteren hinter der Bühne, die sich durch die mangelnde Professionalität der Beteiligten noch verstärken. Als sich die Truppe auf den Weg nach New York City macht, kommt die vollkommene Fehlbesetzung zu Tage, und die Vorstellung endet schließlich im Chaos auf und hinter der Bühne.

## Kritiken
Der Film erhielt gemischte Kritiken.
- In seiner Rezension in der New York Times schrieb Vincent Canby: “There are a number of hefty laughs scattered throughout … this woozy film adaptation” (deutsch: „Es gibt einige kräftige Lacher, die über diese Verfilmung verteilt sind“), und fügte hinzu, “Noises Off is a practically perfect stage piece, constructed with such delicacy that any opportunistic adjustment can destroy it, which is what happens here … It may not even be Mr. Bogdanovich’s fault. He hasn’t opened up the play in any foolish way. There are even times when the camera successfully catches the tempo of the lunatic action without being overwhelmed by it. Yet too often the action and the dialogue are so fuzzily understood that the laughs are lost. The film’s problem is more basic: the attempt to Americanize a fine English farce about provincial seediness. It can’t be done.” (deutsch: „Noises Off ist ein praktisch perfektes Bühnenstück und mit solcher Raffinesse aufgebaut, dass jede willkürliche Veränderung es zerstören kann. Genau das passiert hier … Es muss nicht einmal Bogdanovichs Schuld sein. Es ist durchaus nicht unsinnig, wie er das Stück aufbaut. Es gibt sogar Stellen, wo die Kamera erfolgreich das Tempo der wahnwitzigen Handlung einfängt ohne sich davon überwältigen zu lassen. Doch allzu oft werden Handlung und Dialog zu unscharf erfasst, sodass die Pointe verloren geht. Das Problem des Films liegt tiefer: Der Versuch, eine feine englische Farce über provinzielle Schäbigkeit zu amerikanisieren. Es ist nicht möglich.“)[3]
- In The New Yorker sagt Michael Sragow: “Most of the time, Bogdanovich sticks to Frayn’s gleefully proscenium-bound play without making it work for the movies. The result is roughly equivalent to the pan and scan TV version of a wide-screen spectacle. Bogdanovich has cast actors you want to see … in a production that grows increasingly impossible to watch.” (deutsch: „Die meiste Zeit hält Bogdanovich sich an Frayns fröhlich bühnenwirkames Stück ohne es für das Kino tauglich zu machen. Das Ergebnis entspricht ungefähr einer Pan & Scan-Version eines Breitwandspektakels. Bogdanovich hat mit Schauspielern, die man sehen möchte, … eine Produktion besetzt, die anzusehen zunehmend unmöglich wird.“)[4]
- In der Rezension der Videoveröffentlichung sagt Lawrence O’Toole von Entertainment Weekly: “Nothing is as murderous on a farce as film. Its mechanics can work beautifully from the distance of the stage … but the closeness of the home screen points up every flaw in Peter Bogdanovich’s futile adaptation: anorectic visuals, bloated acting, broad timing, and often dull direction. The cast members … are all game, but it’s exhausting watching actors try so hard.” (deutsch: „Nichts ist so mörderisch für eine Farce wie der Film. Ihre Mechanismen können über den Abstand von der Bühne wundervoll funktionieren, doch die Nähe des Bildschirms lässt jeden Fehler in Peter Bogdanovichs aussichtsloser Bearbeitung erkennen: mageres Gesichtsfeld, aufgeblasenes Spiel, behäbiges Timing und oft öde Regie. Das Ensemble … ist voll bei der Sache, aber es macht müde Schauspielern dabei zuzusehen, wenn sie sich so sehr bemühen.“)[5]
- Channel 4 stellte fest: “Frayn’s frenetic farce was always going to be a difficult act to pull off on the big screen, but Bogdanovich and an enthusiastic cast do their damnedest to sustain the mayhem and the momentum. Those who remember the original theatrical hit are bound to be disappointed by the lack of immediacy and the occasional sense of artifice, but this is perfectly serviceable.” (deutsch: „Es war immer schwierig Frayns unbändige Posse auf die große Leinwand zu übertragen, aber Bogdanovich und ein begeistertes Ensemble tun ihr verdammtest Bestes, um Chaos und Schwung herüberzubringen. Diejenigen, die sich an den originalen Hit aus dem Theater erinnern, werden enttäuscht sein über das Fehlen der Unmittelbakeit und ein gelegentliches Gefühl der Künstlichkeit, aber es ist perfekt brauchbar.“)[6]